# Cesare Ronconi
Cesare Ronconi (Cesena, 4 agosto 1951) è un regista italiano, cofondatore del Teatro Valdoca insieme a Mariangela Gualtieri.

## Biografia
Dopo la laurea in Architettura allo IUAV di Venezia, Cesare Ronconi fondò nel 1983 a Cesena, insieme a Mariangela Gualtieri, poeta e drammaturga, il Teatro Valdoca.
La scrittura registica di Ronconi ha due elementi fondanti: l'attore, inteso come corpo glorioso e fonte prima di ispirazione, e il verso poetico. Il ruolo centrale dell’attore porta in primo piano il magistero pedagogico di Ronconi, che per ogni spettacolo forma gli interpreti, portando così a maturità professionale molti giovani esordienti e fondendo poi il loro lavoro con quello di attori più esperti. Ogni sua opera, di cui cura scenografia e disegno luci, è anche genesi di un testo inedito scritto da Mariangela Gualtieri, che prende vita nel corso delle prove e sotto la suggestione dei vari interpreti. Nell’ultimo decennio ha condotto vari Corsi Europei di Alta Formazione per l’Attore, e collaborato con la Facoltà di Architettura Aldo Rossi di Cesena.

## Regie

### 1983-2000
Lo spazio della quiete (1983), spettacolo senza parole, idealmente nel segno dello scultore Fausto Melotti nasce da una lunga attesa, quasi inconsapevole, organica, delle due attrici Mariangela Gualtieri e Paola Trombin e del regista nello spazio della sala Valdoca, abitato da pochi oggetti sospesi, leggeri, riuscendo "differente da molte abitudini di visione teatrale"
Spettacolo notturno, è seguito da Le radici dell'amore (1984), riflessione diurna, colorata, materica. Con Ruvido umano (1986), entrano nel lavoro di Valdoca le parole, da subito poesia: versi di Rilke, di Allen Ginsberg, di Nino Pedretti, per "parlare dell'uomo come specie", per "andare al principio, quando era umano e ruvido", da cui ha inizio uno studio minuzioso sulle potenzialità espressive del corpo scenico.
Di seguito, la trilogia delle Antenate (1991-1993) "precisa l'altra componente alchemica della ricerca" del Teatro Valdoca, il verso poetico, segnando l'esordio nella scrittura di Mariangela Gualtieri.
Accogliere il divenire, portando fuori il teatro dalla camera chiusa del progetto è il movimento che inaugura la Scuola Nomade condotta da Ronconi, fasi aperte di lavoro con giovani attori da cui nascono Ossicine (1994) e Fuoco Centrale (1995), composizioni corali in cui compito della regia è "far riverberare il mistero poetico attraverso la fragilità del corpo".
Accanto alle "grandi forme" spettacolari, affreschi di respiro corale ed epico, Cesare Ronconi continua ad esplorare forme più contenute. Nei leoni e nei lupi (1997), spettacolo-manifesto di sottile attualità contro l’orrore della guerra, domina un grottesco che a volte spinge verso una decisa comicità, a far emergere l'animalità feroce che sopravvive in ciascuno di noi, quel bisogno febbrile di agire per riempire il vuoto e l’angoscia.
In Parsifal (1999) è Danio Manfredini ad occupare il centro della scena, un Parsifal vecchio che assume pienamente tutte le qualità contrastanti che la leggenda suggerisce: è martire ed è guerriero, è puro ed è folle, è ebete ed è savio. Tutto avviene dentro una potente battitura ritmica, eseguita dal vivo dal regista che col suono esorta o smorza il lavoro degli attori, dialoga con loro, guida la danza.

### 2002-2017
Dai due Corsi Europei di Alta Formazione condotti da Ronconi nel 2002 e nel 2003 nasce la trilogia Paesaggio con fratello rotto (2004/2005), affresco di tre scenari contemporanei. "Nasce da una vera urgenza, (…) come da tanto non si vede sulla scena contemporanea, quella dell'esperienza del Male, della sua presenza inevitabile e inaccettabile ma nello stesso tempo indaga sul divino che è nell'uomo, sulla nostra anima che "non scalpita più", prostituita e violata. (…) La prima parte della trilogia, Fango che diventa luce, si snoda come una cerimonia, evoca lo strazio, pronuncia la parola "amore" e parla della gioia, la seconda, Canto di ferro, esorta, la terza, A chi esita (il cui titolo cita una poesia di Brecht), interroga: è un viaggio iniziatico fra inferno e paradiso."
Del 2011 è lo spettacolo Caino, che vede in scena, insieme a Danio Manfredini, Raffaella Giordano, Mariangela Gualtieri e Leonardo Delogu, un coro di sette giovani attori-danzatori e un percussionista. In questo affresco, la regia sovrappone più piani, moltiplica i punti di visione, capta e dinamizza le forze di un testo vibrante, pubblicato nella Collezione di teatro Einaudi (Caino, Torino 2011).
Negli ultimi anni Cesare Ronconi ha lavorato alla Trilogia della gioia, di cui hanno fatto parte O tu reale, scontrosa felicità (maggio 2012), Ora non hai più paura (febbraio 2013) e Arcaico Prossimo (maggio 2014); il 2013 ha visto inoltre il debutto di Le giovani parole, rito sonoro di Mariangela Gualtieri e il 2014 la nuova produzione di Teatro Valdoca, Voci di tenebra azzurra, preziosa pièce d’arte e poesia.
Del 2016 è Porpora. Rito sonoro per cielo e terra, in cui la ricerca poetica orale/aurale di Mariangela Gualtieri incontra le improvvisazioni del pianista e compositore Stefano Battaglia, tra jazz e classica in ascolto plenario del verso, nell'alchemico spazio disegnato da Cesare Ronconi secondo i segni e i colori più vicini all’iconografia della Valdoca.
Nel 2017 per la produzione di GIURAMENTI, prima fase di una prevista trilogia, il regista torna a raccogliere intorno a sé una piccola comunità di attori e collaboratori. Frutto di due anni di ricerca e selezione dei protagonisti, e di tre mesi ininterrotti di lavoro, tra prove e vita in comune, a L’arboreto –Teatro Dimora di Mondaino, GIURAMENTI è diretto da Cesare Ronconi e scritto dalla Gualtieri per dodici giovani interpreti. Al centro di questo lavoro, il corpo di corpi, il Coro, con la sua fluida empatia, la sua grande vitalità di movimento, fra danza e scatto atletico, e la sua voce fatta di voci. Dal Coro spiccano i singoli interpreti coi loro a solo intensi e teneri. Un affresco che tenta un modo radicale, plenario e arcaico di fare teatro, e torna al cuore del lavoro più che trentennale della compagnia.

### Interviste
- Valdoca [collegamento interrotto], su trax.it.
- Paesaggio con fratello rotto - 2004, su b-fies.it.
- Lo spazio della quiete - 2009  Renzo Francabandera, Incontro con Cesare Ronconi. Valdoca, teatro e poesia come conoscenza, su klpteatro.it, 4 luglio 2009.

### Recensioni
- Nei leoni e nei lupi (1997), su nuovoteatromadeinitaly.com (archiviato dall'url originale il 14 luglio 2017).
- Paesaggio con fratello rotto (2005), su nuovoteatromadeinitaly.com (archiviato dall'url originale il 22 luglio 2017).
- Nicola Arrigoni, Paesaggio con fratello rotto - regia Cesare Ronconi, su sipario.it, 15 luglio 2007.
- Oltre le macerie dell'uomo. «Paesaggio con fratello rotto» di Teatro Valdoca, su grazianograziani.wordpress.com, 11 febbraio 2008.
- Caino (2011), su nuovoteatromadeinitaly.com. URL consultato il 12 agosto 2017 (archiviato dall'url originale il 14 luglio 2017).
- Caino del Teatro Valdoca: pensieri critici a più voci, su teatroecritica.net, 18 febbraio 2011.
- GIURAMENTI (2017), su radio3.rai.it.
- Mariangela Gualtieri e Cesare Ronconi a Retroscena, su tv2000.it.
- Maria Teresa Carbone, Teatro Valdoca, una cerimonia di esortazione e lode, su alfabeta2.it, 7 maggio 2017.
- Dopo la violenza e il dolore, su ilmanifesto.it.
- Teatro Valdoca da oggi il nuovo inizio, su pressreader.com, 12 aprile 2017.

| Controllo di autorità | VIAF (EN) 90287584 · ISNI (EN) 0000 0004 1963 4310 · SBN RAVV046157 |